# 무김치
무김치는 무로 담근 김치이다.

## 종류
- 깍두기: 무를 작고 네모나게 썰어서 소금에 절인 후 고춧가루 따위의 양념과 함께 버무려 만든 김치이다.
- 나박김치: 김치의 하나이다. 무를 얄팍하고 네모지게 썰어 절인 다음, 고추ㆍ파ㆍ마늘ㆍ미나리 따위를 넣고 국물을 부어 담근다.
- 동치미: 무김치의 하나이다. 흔히 겨울철에 담그는 것으로 소금에 절인 통무에 끓인 소금물을 식혀서 붓고 심심하게 담근다.
- 숙김치: 늙은이가 먹을 수 있도록 무를 삶아서 담근 김치이다.
- 싱건지: 소금물에 삼삼하게 담근 무김치이다.
- 열무김치: 열무로 담근 김치이다. 무와 함께 무청도 쓴다.
- 중갈이김치: 중갈이 배추나 무로 담근 김치이다.
- 짠지: 짠지는 무를 통째로 소금에 짜게 절여서 묵혀 두고 먹는 김치이다.
- 채김치: 배추, 무, 갓 따위를 채 쳐서 담그는 김치이다.
- 총각김치: 굵기가 손가락만 한 또는 그보다 조금 큰 어린 무를 무청째로 여러 가지 양념을 하여 버무려 담근 김치
- 풋김치: 봄가을에 새로 나온 열무나 어린 배추로 담근 김치이다.
- 햇김치: 봄에 새로 난 배추나 무 따위로 담근 김치이다.
- 홀아비김치: 무나 배추 한 가지로만 담근 김치이다.

## 같이 보기
- 배추김치
- 무순김치